# Johannes Matthias Schrant der Ältere

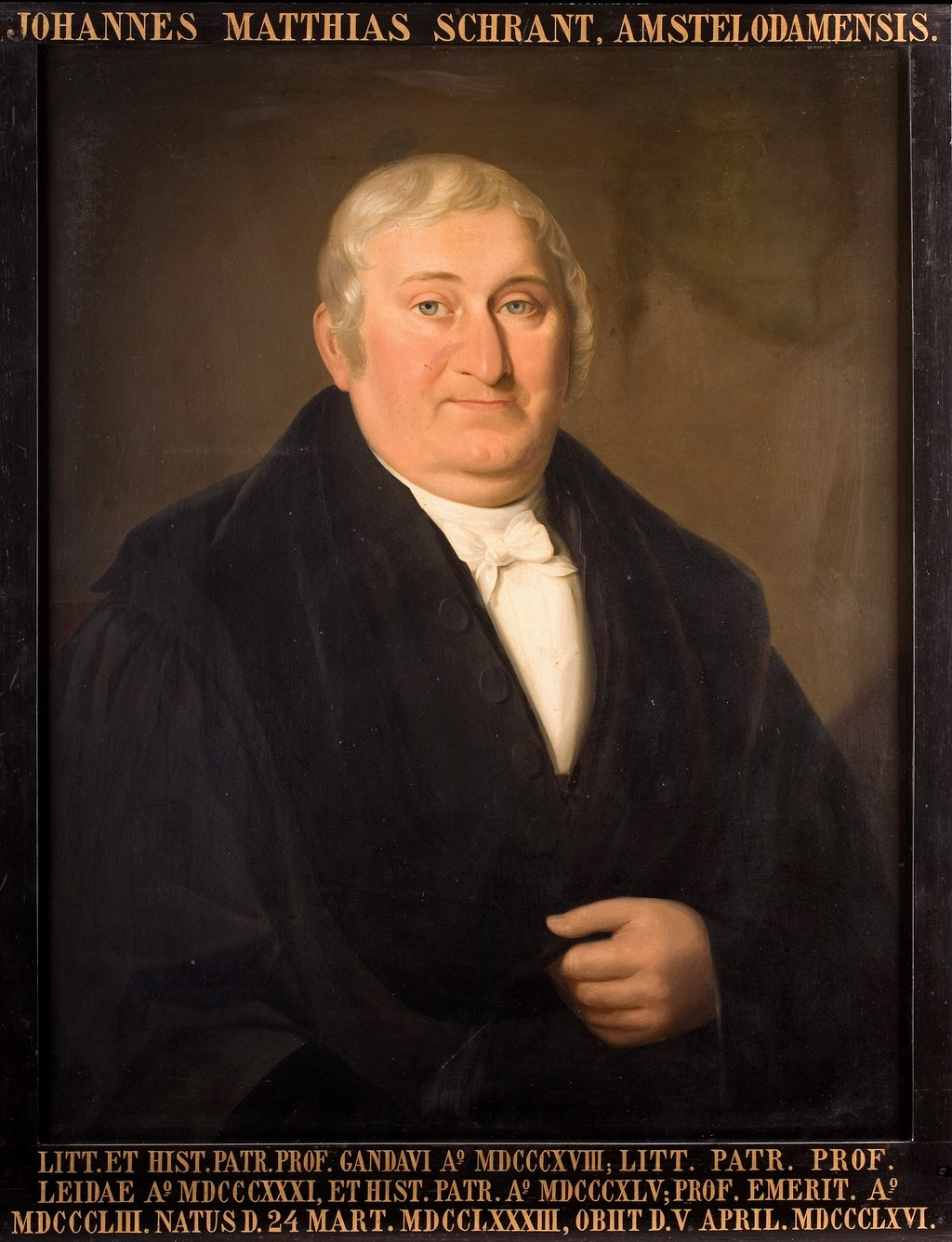
Johannes Matthis Schrant der Ältere

Johannes Matthias Schrant der Ältere auch: Jan Mathijs Schrant (* 24. März 1783 in Amsterdam; † 5. April 1866 in Vreêwijk bei Leiden) war ein niederländischer katholischer Theologe, Rhetoriker und Literaturwissenschaftler.

## Leben
Der Sohn des aus Löningen bei Oldenburg stammenden Möbelschreiners Rudolph Schrant und dessen Frau, der aus Amsterdam stammenden, Joanna Stapper, hatte 1801 das Athenaeum Illustre Amsterdam besucht. Nachdem er 1803 das große theologische Seminar in Warmond frequentiert hatte, wurde er am 28. März 1806 durch den einstigen Bischof von Roermond Jean Baptiste Robert van Velde de Melroy et Sart-Bomal (1743–1824) zum Priester geweiht. Danach wirkte er als Kaplan an der Pfarrei St. Anna in Amsterdam, wo er sich als Mitarbeiter der Zeitschrift Vermischtes für römisch katholische Katholiken und Kanzelprediger einen Namen machte. Dabei missbilligte der ältere Klerus seine Predigten im Sinne der Aufklärung und seine Vorstellungen zu den Beziehungen der gallischen Kirche zum Staat. 1808 erschien in Amsterdam sein Schulbuch Het Leven van Jesus, welches sich an alle christlich gesinnten Leser wendete. 1811 wurde er Pfarrer in Bovenkarspel. Obwohl er im selben Jahr wegen eines Fehlers der kaiserlichen Buchzensurbehörde kurze Zeit lang inhaftiert wurde, veröffentlichte er 1817 seine Bearbeitung Fénélon’s gesprekken over de welsprekendheid (Fenelons Gespräche über die Rhetorik).
Diese Arbeit brachte ihm 1817 eine Berufung als Professor der niederländischen Sprache und Rhetorik an der Universität Gent ein, welches Amt er am 8. Januar 1819 mit der Einführungsrede het aanbevelingswaardige der Nederlandsche taal, zoo om haar zelve, als om hare voortbrengselen (Das empfehlenswerte der niederländischen Sprache, um ihrer selbst, wie um ihre Schaffung) übernahm. In Gent war er auch 1820/21 Rektor der Hochschule, welches Amt er am 4. Oktober 1821 mit der Rede de patrii sermonis studio juris consultis quam maxime commendando (Gent 1821) niederlegte. Hier hatte er einige Querelen zu ertragen. So wurde eine Neuauflage seines Leven van Jesus auf den Index gesetzt und nach der Belgischen Revolution 1830 musste er aus seinem Amt weichen.
Nach einem halben Jahr in Den Haag, erhielt er am 14. März 1831 einen Ruf als Professor der reflektierenden Philosophie und Literatur, mit dem Lehrauftrag für niederländische Literatur, an der Universität Leiden. Diese Aufgabe übernahm er am 3. Juni 1831 mit der Rede over de hulpmiddelen tot welsprekendheid bij de Oude en Nieuwe Volkeren. 1832 erhielt er dort durch den Senat der Hochschule die Ehrendoktorwürde der Philosophie. In Leiden beteiligte er sich ebenfalls an den organisatorischen Aufgaben der Hochschule und war 1843/44 Rektor der Alma Mater. Diese Aufgabe legte er am 8. Februar 1844 mit der Rede de Arminio Cheruscorum et de Claudio Civili, Batavorum ducibus inter se comparatis (Leiden 1844) nieder. 1843 unterrichtete er zudem niederländische Geschichte und nachdem Matthijs Siegenbeek emeritiert wurde, erhielt er am 7. Januar 1845 den Lehrauftrag für niederländische Sprache, Literatur und Geschichte.
1819 wurde er Gründungsmitglied der Gesellschaft der niederländischen Sprache und Literatur in Gent (niederländisch: Gendsche Maatschappij van Nederlandsche Taal- en Letterkunde), im selben Jahr wurde er Mitglied der Gesellschaft der niederländischen Literatur in Leiden (niederländisch: Maatschappij van Nederlandsche Letterkunde van Leiden), sowie korrespondierendes Mitglied des Instituts der niederländischen Wissenschaften in Amsterdam  und 1815 Ritter des Ordens vom niederländischen Löwen. Schrant war eine jener Personen, welche die Niederlandistik in ihren Kinderschuhen begleitete, wo diese noch von der Literatur und Geschichtsdarstellung dominiert war. Denn zu seiner Zeit musste erst die wissenschaftliche Sprachforschung der Niederlande entwickelt werden. Weitaus nützlicher galt die Literaturwissenschaft und Rhetorik damals für die Ausbildung von Rechtsanwälten und Theologen. Seine Schriften, die sich mit durchaus mit theologischen, historischen und literaturhistorischen Themen beschäftigen, stehen in diesem Kontext. Im März 1853 wurde er emeritiert, zog sich auf seinen Altersruhesitz Vreêwijk zurück und starb dort. Schrant wurden auch andere Ehrungen zu teil. 1863, zu seinem achtzigsten Geburtstag, erschien eine Gedenkmünze die sein Profil trägt. 1971 wurde in Gent eine Straße nach ihm benannt.

## Werke (Auswahl)
- Reis naar Frankrijk, door zijne Heiligheid Pius VII, bij gelegenheid van de plegtige zitting en krooning hunner keizerlijke Majesteiten. Uit het Fransch vrij vertaald, en met Aanteekeningen vermeerderd. Amsterdam 1807
- Leven van Jesus, een geschenk voor de jeugd. Amsterdam 1808, 3. Aufl. 1824,
- Gebed des Heeren voor kinderen in hunne taal en naar hunne bevatting. Amsterdam 1809
- Verkort Lees- en Gebedenboek voor katholijke Christenen. Amsterdam 1810, erneute Auflage unter dem Titel Klein Gebedenboek enz. Zalt-Bommel 1825
- De Navolging van Jesus Christus in vier boeken, uit het Latijn op nieuw vertaald, met inleidingen, aanteekeningen en gebeden vermeerderd. Amsterdam 1811
- De gelukkige verlossing van zijne Heiligheid Pius VII, godsdienstig gevierd in eene Leerrede,uitgesproken binnen ’s Gravenhage, den 19den van Zomermaand 1814. Den Haag 1814
- De waardige herder geschetst, naar aanleiding van Coloss. IV:12, 13. Leerrede enz. Amsterdam 1816.
- Uitgelezene Gedachten, bijeenverzameld uit het werk, de Navolging van J.C. Amsterdam 1814
- Gezondheidslessen en regelen voor den kinderlijken leeftijd. Leid. 1816 auch ins französische übersetzt
- Fénélons Gesprekken over de welsprekendheid in het algemeen, en over die van den kansel in het bijzonder; gevolgd van een uittreksel uit deszelfs brief aan de Fransche Hoogeschool tot hetzelfde onderwerp betrekkelijk. Uit het Fr. met Aanteekeningen. Amsterdam und Zalt-Bommel 1817, 2. Aufl. Zalt-Bommel 1829
- Aan de bewoners van Zuidelijk Frankrijk. Den Haag 1816.
- Redev. over het aanbevelingswaardige der Nederl. Taal enz. Gent 1818.
- Ontdekking van het Graf van den Graaf van Egmond. Gent 1819
- Hartelijke uitboezemingen tot Jezus Christus. Gent 1819. 2. Aufl. Zalt-Bommel 1827.
- Devotions envers Jesus Christ. Gent 1819
- Zedekundige schoonheden, getrokken uit het Boek: de navolging vun J.G. Gent 1818, 2. Aufl. Zalt-Bommel, 1827
- Reflexions d’Ire. Cathn. Gent 1821
- Kort overzicht van de Geschiedenis der Nederlanden. Gent 1823, auch ins französische übersetzt
- Sailers Overdenkingen over het lijden en sterven van Jezus Christus, zijne opstanding, hemelvaart en het pinksterfeest. Zalt-Bommel 1825
- Bijzonderheden uit het Leven van Jezus. Schoolboek. Zalt-Bommel 1825. 2. Aufl. 1837
- Beknopte natuur- en staatk. beschrijving der Nederlanden. Gent 1826
- Beautés morales, tirées du Livre de l’Imitation. Zalt-Bommel 1827
- Bloemkorfje voor jonge lieden. Gent 1828
- Het Leven van Jesus verdedigd tegen de zoogenaamde aanmerkingen eenes naamloozen schotschrijvers. Amsterdam 1809
- Lofrede op Godfried van Bouillon met Aanteekeningen, Bijlagen en Platen. Gent 1826
- Het oproer te Antiochie en deszelfs afloop, of het vermogen van de Godsdienst. Gent 1829
- De Gramschap, in drie boeken, een Latijnsch en Vlaamsch Lierdicht door Livinus de Meijer, op nieuw uitgegeven met Aanteekeningen. Gent 1827
- Proeven van Nederlandsche Dichtkunde en van Nederl. Prozastijl. Gent 1827–1829. 2 Bde.
- Redevoeringen en Verhandelingen. Gent 1829, Leiden 1845
- Uitgelezene Dichtstukken van Justus de Harduyn (op nieuw uitgegeven) met Aanteekeningen. Zalt-Bommel 1830
- De opstand en afval der Belgen, getoetst aan den geest des Christendoms door een R.C. Priester. Leiden 1831.
- Redevoering over den waren volksroem. Leiden 1834
- Brief van Prof. J.M. Schrant, betrekkelijk de Recensie voorkomende in den Recensent ook der Recensenten Dl. XXVII. Den Haag 1835
- Bloemlezing uit de Christel. Oudheid. Leiden 1836
- Joannes de Boetgezant, door J. van den Vondel; met Aanteekeningen enz. Leiden 1840
- Over de voordragt des Redenaars of over de uitspraak en het gebaar naar het Fr. met Aanteekeningen. Leiden 1845
- Zedespiegel. Zalt-Bommel 1841
- Le Livre des Rois et des Grands, extrait de Massillon. Leiden 1841
- Le Livre d’Or, extrait du Livre de l’Imitation. Leiden 1842
- Regelen betrekkelijk de Voordragt des Redenaars. Leiden 1845
- Keur van Paarlen, verzameld bij J. van den Vondel, met ophelderingen. Leiden 1846.
- Uittreksels uit Hoofts Nederlandsche Historien. Leiden 1846.
- Geschiedenis des Vaderlands voor de scholen. Dordrecht 1848
- Kanselredenen over de Gelijkenis van den Verloren Zoon. Leiden 1849
- Hoofdregelen betreffende stijl en welsprekendheid. Leiden 1849. 2. Aufl. 1856
- De Kimbren en hunne lotgevallen. Leiden 1850
- Oud-Nederlandsch Rijm en Onrijm. Leiden 1851
- De waarheid van het Christendom, betoogd uit de bekeering van den Apostel Paulus, door George Lord Lyksleton, Lid van het Britsche Parlement, op nieuw uitgegeven. Leiden 1852
- J. van Vondels Gijsbrecht van Aemstel,treurspel; met Aanteekeningen. Leiden 1851.
- J. van Vondel’s Lucifer, treurspel; met Aanteekeningen enz. Dordrecht 1856
- Caji Cornelii Taciti Germania. Leiden 1855
- Athanasia, of de gronden van mijn geloof aan eene voortduring na dit leven. Leiden 1857
- Bloemlezing uit de Schriften des Nieuwen Verbonds. Leiden 1865